# Furstbiskopsdömet Hildesheim
Furstbiskopsdömet Hildesheim var ett riksomedelbart furstbiskopsdöme i Nedersachsiska kretsen i Tysk-romerska riket.
Det ursprungliga biskopsstiftet Hildesheim grundlades omkring 817 och lydande
under Mainz. Den mest berömde bland biskoparna
var Bernward (993–1022). Genom den så kallade 
hildesheimska stiftsfejden (1519–23) förlorade biskopen större delen av stiftet
till hertigarna av Braunschweig-Wolfenbüttel, men 1643 fick biskop Ferdinand, prins av Bayern (1612–50), tillbaka större delen av de förlorade besittningarna.
År 1803 sekulariserades
stiftet, och dess besittningar förenades med Preussen, men lades 1807 till kungariket Westfalen. År 1815 tillerkändes de kungariket Hannover
och kom 1866 med detta till Preussen. Det
omedelbara biskopsstiftet Hildesheim omfattade sedan 1824 Hannover höger om Weser, sedan 1834 även hertigdömet Braunschweig.